# Xã Tipton, Quận Cass, Indiana
Xã Tipton (tiếng Anh: Tipton Township) là một xã thuộc quận Cass, tiểu bang Indiana, Hoa Kỳ. Năm 2010, dân số của xã này là 2.490 người.